# Seleção de grupo
Em biologia evolutiva, seleção de grupo refere-se à ideia de que os alelos podem fixar-se ou espalhar numa população devido aos benefícios que fornecem aos grupos, seja qual for o seu efeito na aptidão dos indivíduos dentro desse grupo.
A teoria da seleção de grupo foi originalmente postulada para explicar comportamentos observados nas sociedades humanas e animais que parecem beneficiar o grupo, mesmo quando resulta em prejuízo individual.
Ainda não há um consenso entre biólogos sobre este processo, embora haja um ressurgimento de novos modelos de seleção de grupo nos últimos anos. Há dúvidas de que a seleção de grupo possa ser forte o bastante a fazer com que indivíduos sacrifiquem seus próprios interesses a fim de perpetuar seu grupo. Em ambiente natural é muito difícil imaginar a seleção de grupo predominar a seleção individual e estabelecer um comportamento individual desvantajoso. Em laboratório, porém, é possível criar condições extremas que permitem a seleção de grupo.

## Experimentos

### Em laboratório
O experimento de Wade com o besouro-da-farinha, Tribolium castaneum, é um desses casos. Wade trabalhou com três tratamentos: controle, alta fecundidade e baixa fecundidade. Para cada uma havia 48 colônias diferentes de T. castaneum. Cada uma teve 37 dias para reprodução, e após esse tempo foram formadas outras 48 colônias compostas por 16 indivíduos das colônias velhas. Ele selecionou uma nova geração de colônias para baixa fecundidade a partir de colônias com baixa densidade ao final do prazo reprodutivo, e o contrário para selecionar colônias de alta fecundidade. Ele repetiu o processo por vários ciclos. O resultado, como esperado, foi que a densidade populacional nas linhagens de baixa fecundidade diminuiu em relação às de alta fecundidade, o que é explicado pela seleção de grupo.
Muir (1995) aplicou o experimento de Wade em galinhas poedeiras. Em granjas, galinhas que põem mais ovos podem ser “anti-sociais”, utilizando recursos desproporcionalmente ou até mesmo agredindo as demais. Então Muir separou as aves em grupos de 9 indivíduos, e a cada geração selecionava o grupo mais produtivo. A produtividade praticamente dobrou em menos de 5 gerações. As galinhas foram selecionadas para serem menos egoístas e, como consequência, melhoraram a vida social das aves, o que é interessante no contexto agrícola.

### Na natureza
Wilson e Colwell (1981) apresentam algumas evidências indiretas de um modelo de seleção de grupo para espécie do gênero de ácaros nectívoros Rhinoseius, os quais são dispersos por beija-flores da família Trochilidae. Alguns ácaros deste gênero tem a característica de descender mais fêmeas do que machos. A reprodução dos indivíduos acontece no interior da flor, onde um ou poucos machos podem fecundar todas as fêmeas. Grupos de ácaros que possuam alta freqüência de alelos desviando a proporção sexual em favor das fêmeas contribuem com mais descendentes passíveis de dispersão do que grupos que não possuem tal alelo. Neste caso, tem-se que uma quantidade mínima de machos em uma população contribui efetivamente para melhor perpetuação da espécie, uma vez que não é necessário disputa por fêmeas nem território, e o gasto energético é convergido à reprodução.

## Seleção de grupo e o sexo

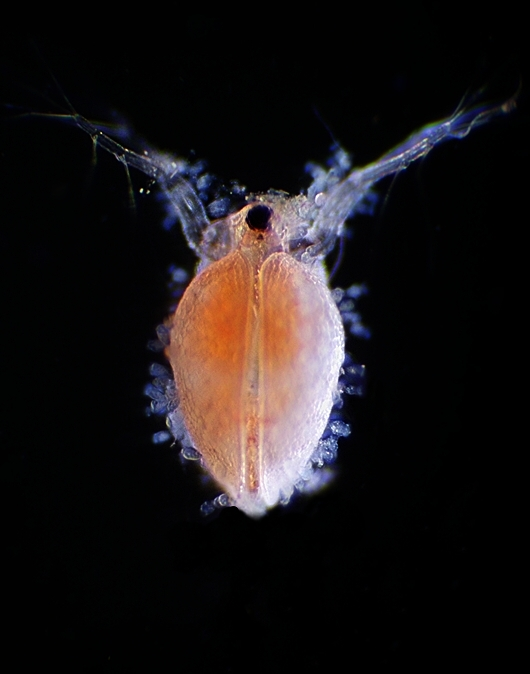
Figura 2. Cladócero heterogônico.

Assume-se que o sexo seja desvantajoso para o indivíduo, com um custo de 50% de seus genes, porém, em relação ao grupo, há melhores condições de perpetuação com reduzida taxa e extinção para as populações, uma vez que se acumulam adaptações mais rapidamente pelo cruzamento genético, além da desvantagem de um indivíduo assexuado sofrer uma mutação deletéria. Desta forma, a desvantagem do indivíduo realizar reprodução sexuada compensa o grupo com uma menor taxa de extinção, o que apóia a teoria de seleção de grupo.
Pelo olhar dos que não aceitam a seleção de grupo, este argumento não é convincente. Para estes, procura-se em primeiro lugar o benefício em nível de espécie (seleção individual), e não de grupo. Sendo assim, as espécies sexuadas realizam este tipo de reprodução porque é benéfica para a espécie esta forma de se reproduzir. O mesmo para as assexuadas.
Os mesmo não acreditam na evolução de adaptações desvantajosas para o indivíduo, mesmo que para o bem de todo grupo. Williams (1975) analisou espécies heterogônicas e, com sua famosa objeção do argumento do equilíbrio, ajuda a contradizer a seleção de grupo. Determinadas espécies tem a capacidade de se reproduzir tanto sexuada como assexuadamente, o que é determinado pelas condições ambientais. Algumas utilizam o tipo sexuado quando as condições são desfavoráveis, e a assexuada quando favoráveis. A conclusão chegada é que o que determina o tipo de reprodução é o benefício individual, e não do grupo. Os ciclos reprodutivos nestas espécies dependem de um equilíbrio das formas de reprodução a fim de perpetuar o indivíduo, e consequentemente a espécie. Neste caso a seleção de grupo é descartada.
Mesmo com fortes argumentos não se tem nada exato, tratando-se de ciência. A prole sexuada de cladóceros produz ovos especiais de inverno, os quais são adaptados a esta condição climática. Um cladócero que não realizasse reprodução sexuada no inverno perderia sua fase hibernal. Na prática, a perda do sexo detentor do ovo de inverno precisaria de duas mutações: uma para a perda do sexo e outra para transferir o fenótipo do ovo de inverno para os assexuados. Apesar de um pouco confuso, desta forma o argumento de Williams (1975) não é bem delimitado.